# 網走番外地 (日活)
『網走番外地』（あばしりばんがいち）は、小高雄二、浅丘ルリ子主演で、1959年に日活によって制作･公開された同名小説（伊藤一作）の映画版。モノクロ、シネマスコープ。
本作は伊藤一の原作に忠実な脚本となっており、高倉健主演の網走番外地シリーズとは趣を異にする純愛物語となっている。

## ストーリー
ヤクザの石塚はケガの手当を受けた医師の養女・みち子と愛し合うようになるが、傷害罪で逮捕され、最果ての網走刑務所に送られる。みち子は親の反対を押し切って石塚と結婚し、看護婦をしながら彼の出所を待ち、石塚はみち子の手紙に励まされて更生して出所する。

## キャスト
- 石塚肇 - 小高雄二
- 石塚みち子 - 浅丘ルリ子
- 藤山修造 - 大坂志郎（特別出演）
- 藤山杉江 - 新井麗子
- 岩井看守 - 芦田伸介
- 笹川看守 - 河上信夫
- 黒岩 - 深江章喜
- 裁判長 - 清水将夫
- 田淵 - 小沢昭一
- 川瀬 - 近藤宏
- 皆川 - 浜村純
- 優子 - 楠侑子
- 鳥羽 - 長弘
- 松崎 - 井東柳晴
- 宮越専務 - 雪丘恵介
- 梶本 - 玉村俊太郎
- 飯田 - 梅野泰靖
- 栗本 - 林茂朗
- 佐山 - 近江大介
- 弁護士 - 下條正巳
- 老囚 - 峰三平
- 隊長 - 伊丹慶治

## スタッフ
- 監督：松尾昭典
- 原作：伊藤一
- 企画：水の江滝子
- 脚色：松尾昭典、柏木和彦
- 音楽：真鍋理一郎
- 撮影：永塚一栄
- 照明：高橋勇
- 編集：辻井正則
- 美術：千葉一彦
- 録音：中村敏夫
- 製作主任：森山幸晴
- 助監督：浦山桐郎
- 製作：日活